# Arapiraca
Arapiraca è una città del Brasile nello Stato dell'Alagoas, parte della mesoregione di Agreste Alagoano e della microregione di Arapiraca.
La città è famosa per la produzione di tabacco.

## Popolazione
Stimata in 214.006 unità al 2010, la popolazione residente è aumentata a 234.309 abitanti nel 2021.